# Moroni (Comoras)
Moroni (árabe: موروني) es la ciudad más grande de Comoras y desde 1962 su capital con un sistema federal. En 2018 la estimación de la población era de 62.000. La ciudad está localizada en la costa oeste de la isla de Gran Comora. Moroni posee el Aeropuerto Prince Said Ibrahim Internacional; también posee un puerto con transporte regular al continente africano y las otras islas del archipiélago, así como a Madagascar y otras islas del Océano Índico.

## Etimología
La palabra Moroni (en árabe: موروني‎, romanizado: Mūrūnī) quiere decir  "cerca del río" (mroni, en idioma comorense). Sus dos distritos históricos son Badjanani (cuyo nombre proviene de las palabras árabes Bab-, en español "puerta", y Djannat, en español "paraíso", se dice que Badjanani es la "puerta del paraíso") y Mtsangani (Mtsanga, en español  "arena" y ni, en español "lugar"), un distrito conocido por su proximidad a la playa y al antiguo puerto de Moroni. Estos dos barrios forman la Medina, el corazón de la ciudad.

## Historia
Los pobladores originales de las islas fueron bantúes provenientes del continente africano, a los que se unieron los árabes a partir del siglo VIII y los malgaches. Posteriormente llegaron inmigrantes asiáticos, que completaron la mezcla étnica que caracteriza a la población actual.
Moroni fue la capital del sultanato de Bambao, pero fueron los franceses los que colonizaron el archipiélago desde principios del siglo XIX, estableciendo un protectorado en 1886 y uniéndolo como colonia a Madagascar en 1914. Tras la autonomía interna, en 1961, llegó la independencia en 1974, después de un referéndum en el que la población optó mayoritariamente por la separación con Francia, (excepto en la isla de Mayotte, que continuó unida a la metrópoli). El primer presidente fue Ahmed Abdallah, derrocado a las pocas semanas por Ali Soilih, y nuevamente sacado del poder en 1978 tras un golpe de Estado apoyado por mercenarios europeos. Abdallah estableció un régimen islámico de partido único que duró hasta su muerte en 1989, tras otro golpe de Estado en el que participaron militares franceses. Al año siguiente se celebraron elecciones libres en las que triunfó Said Mohamed Djohar, y en 1992 se aprobó la nueva Constitución. Los últimos años se han caracterizado por la inestabilidad política, con continuos cambios de gobierno y amenazas de boicot en las elecciones legislativas por parte de la oposición.

### Capital de Comoras

Bandera de la antigua República de Comoras.

Moroni se convirtió en capital de Comoras en 1962, cuando el país aún era una colonia francesa. Con la independencia del archipiélago en 1975, se convirtió en la capital de la República Federal Islámica de Comoras y, a partir del 2003, de la Unión de las Comoras. En la ciudad está la embajada de la ONU, del Programa de las Naciones Unidas para el Desarrollo (PNUD), la embajada de Francia y la embajada de China.

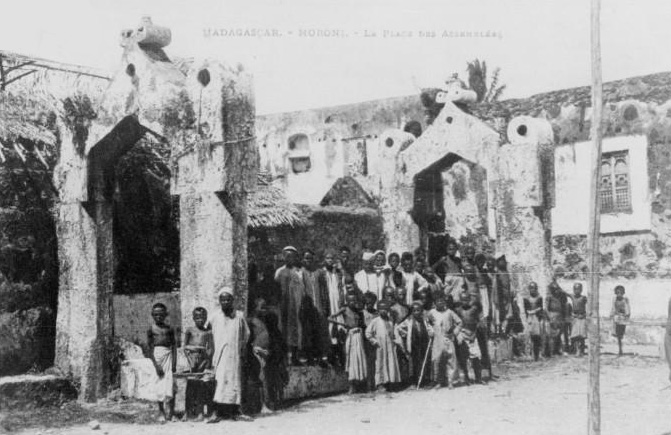
Moroni en 1908, Plaza des Assemblées.

## Geografía

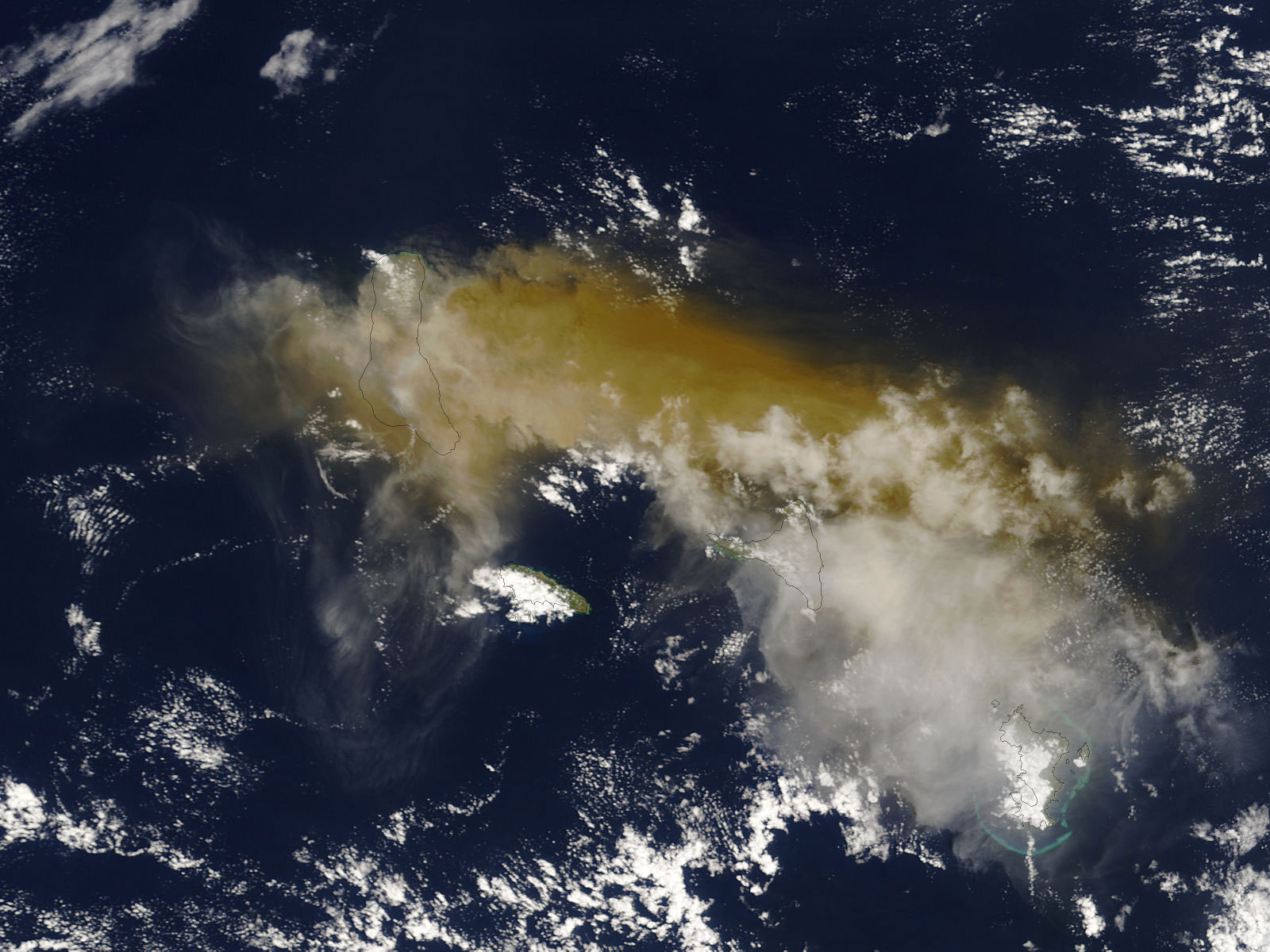
Imagen satelital del volcán Karthala, cerca de Moroni.

Moroni se ubica en la costa oeste de la isla de Gran Comora (Njazidja), la ciudad es el principal asentamiento humano del archipiélago y su puerto más importante. Las islas se caracterizan por ser un archipiélago volcánico y de orografía accidentada, cuya altura más alta, el volcán Karthala (2.361 m) se ubica cerca de la ciudad. El volcán entró en erupción en abril del 2005 y el 29 de mayo de 2006. Abundan las zonas pantanosas en las llanuras que aparecen al fondo de los valles y en el litoral.

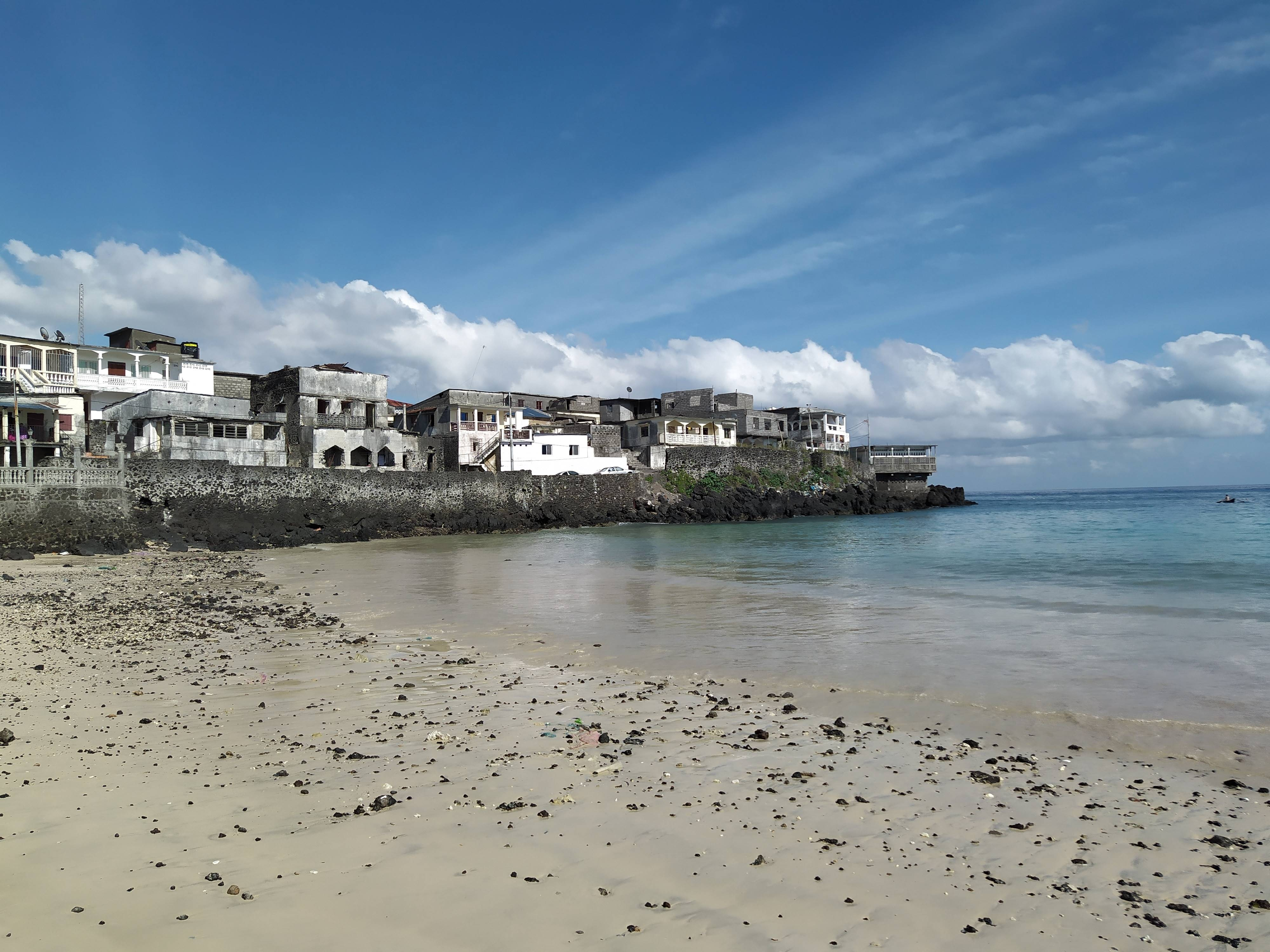
Una vista de la playa de Moroni.

### Clima
El clima de Moroni es tropical, con temperaturas altas y regularmente distribuidas a lo largo del año, y con precipitaciones muy abundantes, superiores a los 1500 mm anuales e incluso 2500 mm en algunas zonas.
| Parámetros climáticos promedio de Moroni, Comoros                                      | Parámetros climáticos promedio de Moroni, Comoros | Parámetros climáticos promedio de Moroni, Comoros | Parámetros climáticos promedio de Moroni, Comoros | Parámetros climáticos promedio de Moroni, Comoros | Parámetros climáticos promedio de Moroni, Comoros | Parámetros climáticos promedio de Moroni, Comoros | Parámetros climáticos promedio de Moroni, Comoros | Parámetros climáticos promedio de Moroni, Comoros | Parámetros climáticos promedio de Moroni, Comoros | Parámetros climáticos promedio de Moroni, Comoros | Parámetros climáticos promedio de Moroni, Comoros | Parámetros climáticos promedio de Moroni, Comoros | Parámetros climáticos promedio de Moroni, Comoros |
| Mes                                                                                    | Ene.                                              | Feb.                                              | Mar.                                              | Abr.                                              | May.                                              | Jun.                                              | Jul.                                              | Ago.                                              | Sep.                                              | Oct.                                              | Nov.                                              | Dic.                                              | Anual                                             |
| -------------------------------------------------------------------------------------- | ------------------------------------------------- | ------------------------------------------------- | ------------------------------------------------- | ------------------------------------------------- | ------------------------------------------------- | ------------------------------------------------- | ------------------------------------------------- | ------------------------------------------------- | ------------------------------------------------- | ------------------------------------------------- | ------------------------------------------------- | ------------------------------------------------- | ------------------------------------------------- |
| Temp. máx. abs. (°C)                                                                   | 34                                                | 34                                                | 35                                                | 34                                                | 33                                                | 32                                                | 31                                                | 31                                                | 31                                                | 33                                                | 34                                                | 36                                                | 36                                                |
| Temp. máx. media (°C)                                                                  | 30.4                                              | 30.4                                              | 30.8                                              | 30.4                                              | 29.5                                              | 28.4                                              | 27.7                                              | 27.7                                              | 28.1                                              | 29.1                                              | 30.3                                              | 30.8                                              | 29.5                                              |
| Temp. mín. media (°C)                                                                  | 23.4                                              | 23.3                                              | 23.0                                              | 22.6                                              | 21.2                                              | 19.6                                              | 18.8                                              | 18.4                                              | 19.0                                              | 20.3                                              | 21.6                                              | 22.6                                              | 21.2                                              |
| Temp. mín. abs. (°C)                                                                   | 20                                                | 20                                                | 20                                                | 20                                                | 17                                                | 14                                                | 14                                                | 14                                                | 15                                                | 16                                                | 18                                                | 19                                                | 14                                                |
| Lluvias (mm)                                                                           | 364                                               | 293                                               | 279                                               | 316                                               | 256                                               | 266                                               | 244                                               | 150                                               | 108                                               | 97                                                | 108                                               | 219                                               | 2700                                              |
| Días de lluvias (≥ 1 mm)                                                               | 18                                                | 16                                                | 18                                                | 18                                                | 12                                                | 12                                                | 12                                                | 10                                                | 11                                                | 12                                                | 12                                                | 16                                                | 167                                               |
| Horas de sol                                                                           | 187                                               | 177                                               | 225                                               | 192                                               | 232                                               | 231                                               | 236                                               | 232                                               | 221                                               | 237                                               | 230                                               | 212                                               | 2612                                              |
| Humedad relativa (%)                                                                   | 79                                                | 77                                                | 76                                                | 74                                                | 69                                                | 66                                                | 65                                                | 65                                                | 70                                                | 73                                                | 69                                                | 72                                                | 71                                                |
| Fuente n.º 1: World Meteorological Organization                                        |                                                   |                                                   |                                                   |                                                   |                                                   |                                                   |                                                   |                                                   |                                                   |                                                   |                                                   |                                                   |                                                   |
| Fuente n.º 2: BBC weather, Danish Meteorological Institute (sun and relative humidity) |                                                   |                                                   |                                                   |                                                   |                                                   |                                                   |                                                   |                                                   |                                                   |                                                   |                                                   |                                                   |                                                   |

## Demografía
En 2011, Moroni tenía una población de aproximadamente 54.000 habitantes. 
La población estimada de la ciudad en 2003 era de 41.557 habitantes.
Los idiomas oficiales de las Comoras son el shikomori (una lengua bantú estrechamente relacionada con el suajili), el árabe y el francés.

## Economía
La economía del país y la ciudad se basa en la agricultura, la pesca, la caza y la silvicultura. Los principales productos que produce son el café, la vainilla y el coco. La mayor parte de las importaciones corresponde al arroz.

## Cultura
En la arquitectura se puede notar la influencia árabe y francesa entre sus edificios, además de manifestaciones artísticas a través de la música y la danza.

## Infraestructura

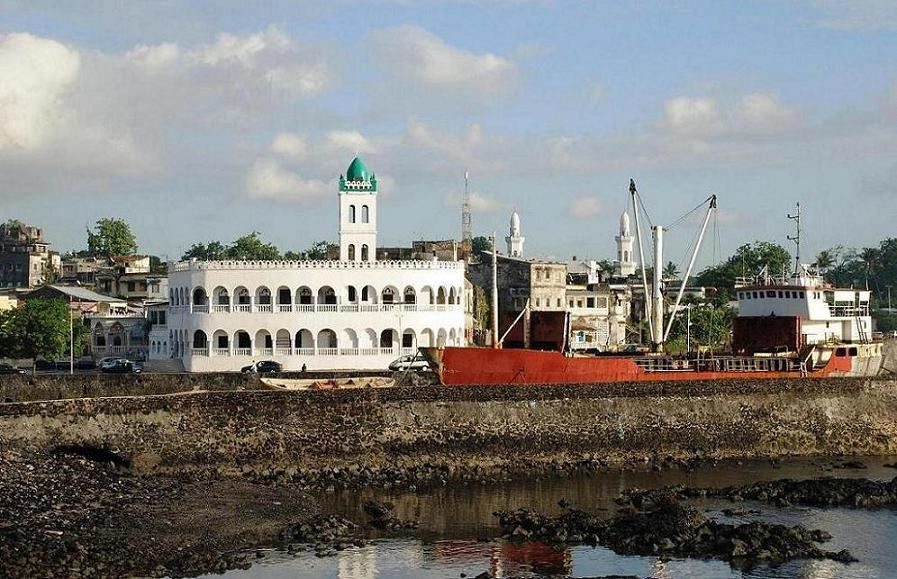
Mezquita Central.

Moroni carece de infraestructura para el desarrollo, ya que no está unida con algunas aldeas por la carretera, además de ser puertos rudimentarios para las descargas, ya que en temporadas de ciclones es altamente peligroso, por lo que las cargas eran mandadas a Mombasa o las islas Reunión y de este lugar a la ciudad. Al ser la capital y la ciudad más importante del país, cuenta con importantes bancos, como el Banco Central de Comoras (Banque Centrale des Comores), establecido en 1981, el Banco de la Industria y Comercio (Banque pour l'Industrie et le Commerce), establecido en 1990 y que tenía seis ramas en 1993, y el Banco de Desarrollo de las Comoras (Banque de Développement des Comores), establecido en 1982, y que prestó apoyo a los pequeños y medianos proyectos de desarrollo.

### Transporte

#### Transporte aéreo
El Aeropuerto Internacional Príncipe Said Ibrahim, situado a 24 km de Moroni, cerca de una localidad llamada Hahaya, es el principal aeropuerto del país. También es conocido como Aeropuerto Hahaya. Sus principales destinos son Mombasa, Nairobi y Zanzíbar (African Express Airways), Dzaoudzi y Saint-Denis de la Réunion (Air Austral), Antananarivo (Air Madagascar), Dar es Salaam y Mtwara (Air Tanzania), Anjouan, Antananarivo, Mahajanga y Mohéli (Comores Aviation), Yibuti y Saná (Yemenia).Las aerolíneas que operan vuelos internacionales a este aeropuerto son Ethiopian Airlines, Air Tanzania, Air Austral y Kenya Airways. Sin embargo, entre las islas operan las aerolíneas locales, Int'Air Iles y AB Aviation.

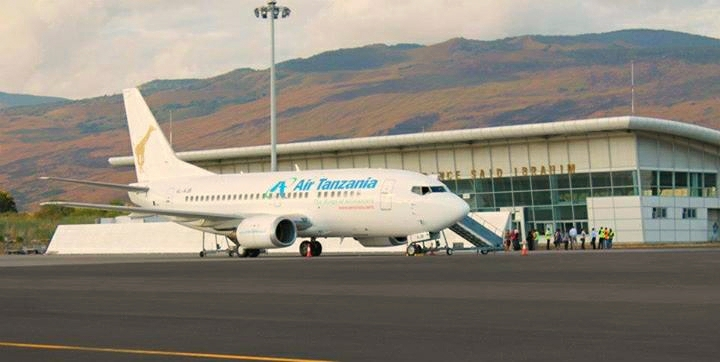
Vista del Aeropuerto internacional Príncipe Said Ibrahim en Hahaya.

La autoridad de aviación civil del país, el Ministère des Postes et Télécommunications de la Promotion des Nouvelles Technologies de l'Information et de la Communication chargé des Transports et du Tourisme, se encuentra en Moroni, al igual que la Agencia Nacional de Aviación Civil y Meteorología.  El Aeropuerto Internacional Príncipe Said Ibrahim está ubicado en Hahaya, a unos 15 km (9 mi) al norte de la ciudad. No hay vuelos directos a Europa. Es un aeropuerto civil a una altitud de 28 m (92 pies) y tiene una pista pavimentada que tiene dimensiones de 2900 por 45 metros (9514 pies × 148 pies). Las aerolíneas que operan vuelos internacionales a este aeropuerto son Ethiopian Airlines, Air Tanzania, Air Austral y Kenya Airways. Sin embargo, entre las islas operan las aerolíneas locales, Int'Air Iles y AB Aviation.
El 30 de junio de 2009, el vuelo 626 de Yemenia, en ruta desde Yemen a Moroni, se estrelló en el Océano Índico con 153 pasajeros y tripulantes a bordo, muchos de ellos procedentes de Francia.

#### Transporte marítimo
Hay un puerto importante, aunque de tamaño pequeño, con transporte regular al continente africano y a las otras islas del archipiélago de las Comoras, así como a Madagascar y otras islas del océano Índico. El puerto es un pequeño muelle de 80 m con un calado de 3,5 m, por lo que no es adecuado para la entrada de grandes barcos, ya que los arrecifes de coral suponen una amenaza para la seguridad. Admite un tamaño máximo de barco de 150 metros (164 yd). La profundidad del canal es de 24,4 metros (26,7 yd), con una profundidad de fondeo de 23,2 metros (25,4 yd), una profundidad de muelle de carga de 4,9 metros (5,4 yd) y una profundidad de terminal de 4,9 metros (5,4 yd). Dentro de la mini zona industrial del puerto, una terminal de contenedores local fue administrada por Gulfcom Port Management SA entre 2006 y 2012, después de lo cual Bolloré Africa Logistics ganó la concesión y se asociará con Cofipri, una compañía de inversión de Luxemburgo. Se han establecido instalaciones de almacenamiento, como almacenes, para facilitar las importaciones y exportaciones, y también para el almacenamiento de petróleo.

## Educación
La Universidad de las Comoras se fundó en 2003.
La Universidad Africana de Profesiones de Ingeniería fue fundada en 2018 y es una universidad privada reconocida por la República de las Comoras. 
También se puede acceder a la educación postsecundaria en la cual está disponible la formación de profesorado, educación agrícola, ciencias de la salud y empresas. . La formación de docentes y otros cursos especializados están disponibles en la Escuela M'Vouni para la Educación Superior, la cual funciona desde 1981 cerca de Moroni. 
Algunos de los habitantes que desean cursar estudios universitarios lo hacen en el extranjero.

## Religión
Al igual que en el país, la mayoría de las personas son musulmanes sunni (98%), después se encuentran los católicos (0,5%), protestantes (0,25%), evangélicos (0,1%) y una minoría hindú.

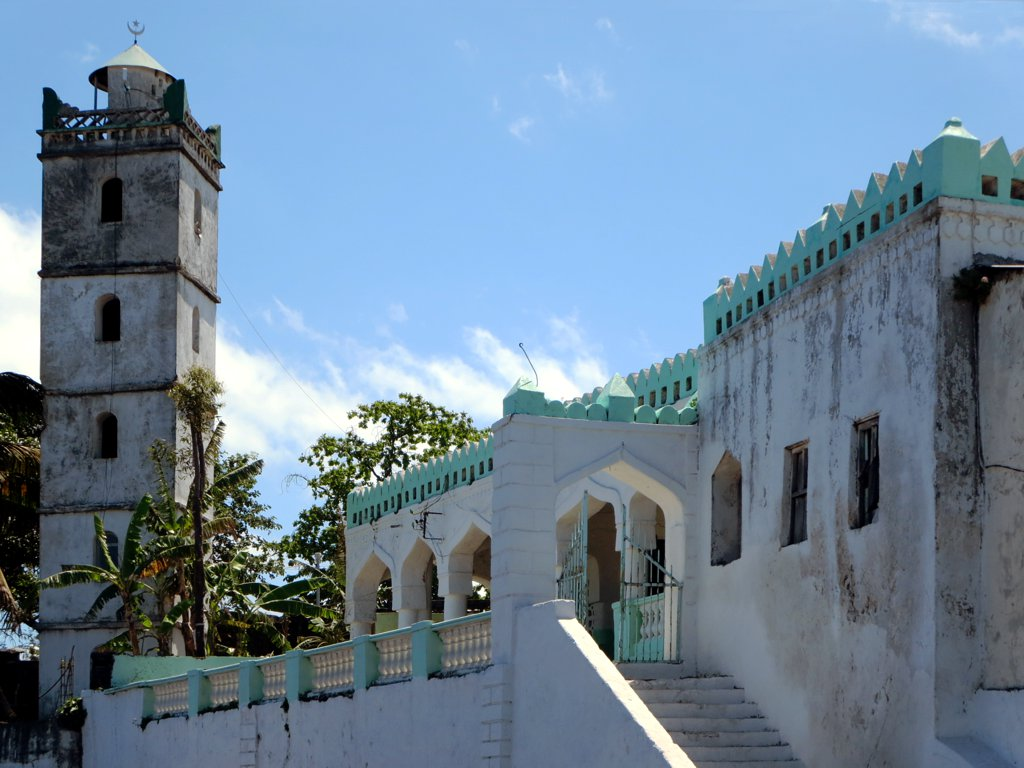
Mezquita Salmata Hamissi.

En 1998, se inauguró la Gran Mezquita en Moroni. Además, hay una iglesia católica y una protestante en la ciudad.

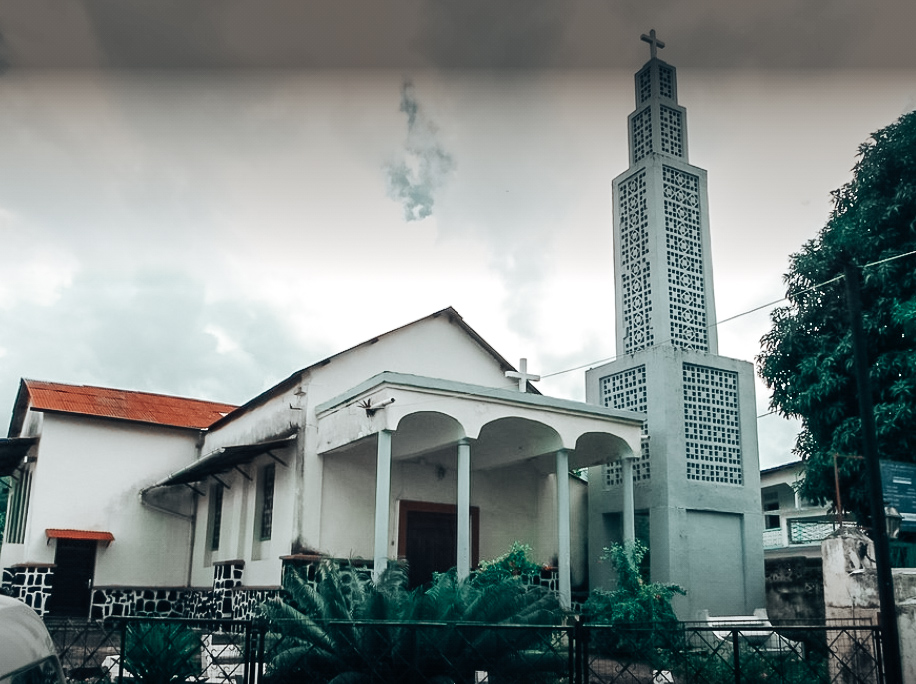
Iglesia católica de Moroni.

## Turismo y lugares de interés

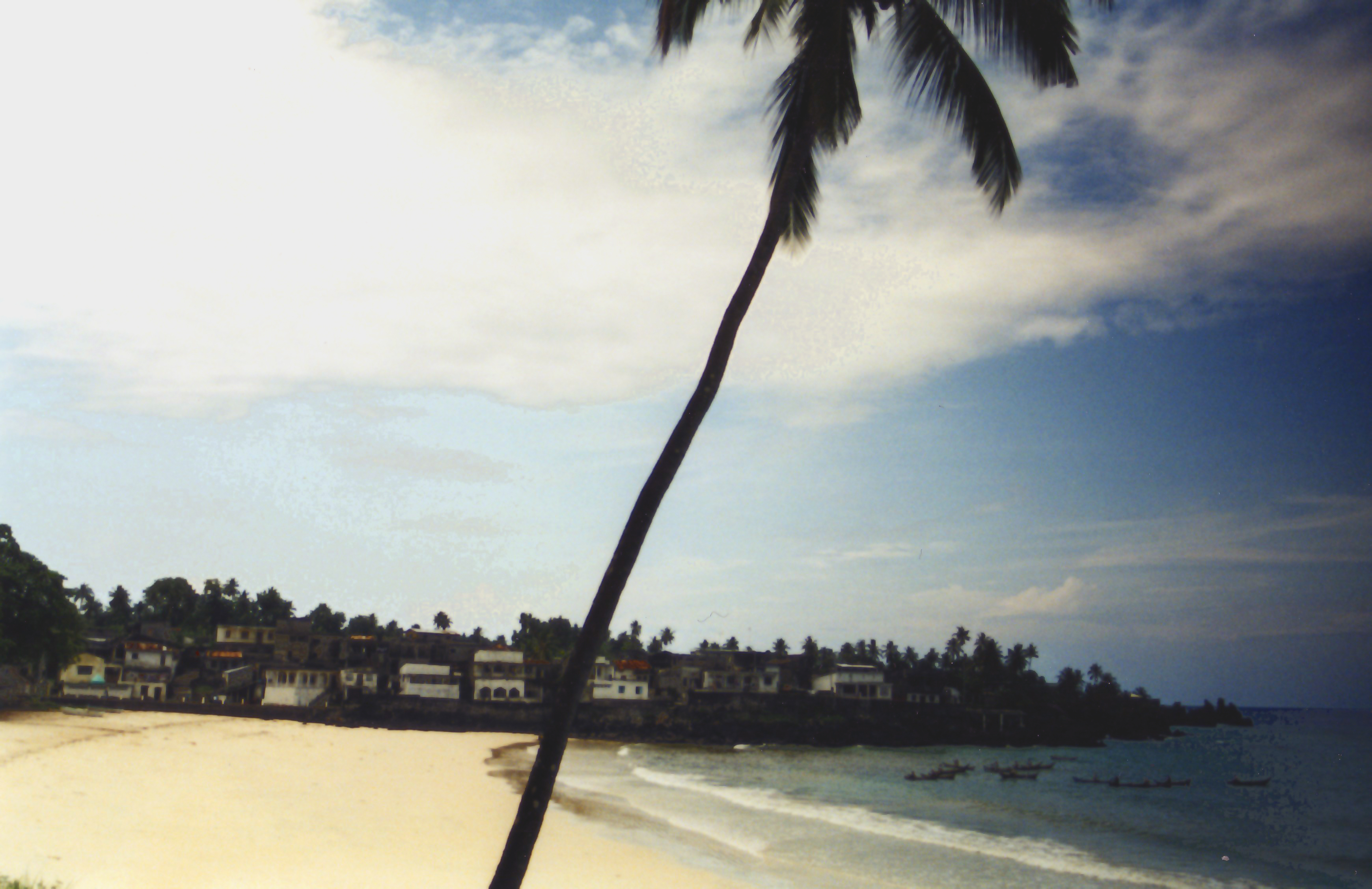
Playa en Moroni.

El turismo no está muy desarrollado en Comoras, ya que tiene competencia con las islas Reunión, Mauricio y Seychelles, además de problemas internos como la inestabilidad política. Sus principales atracciones son las playas, la pesca submarina y el paisaje de montañas.
- Mezquita Vendredi: Tiene una inscripción con fecha de construcción en 1427.

- Gran Mezquita: Inaugurada en 1998, fue financiada por el emir de Sharjah. Las tumbas de hombres santos islámicos y fundadores del tariqa son frecuentemente visitados en ocasiones religiosas. Se ubica junto a la playa.

- Puerto: Es el principal puerto del país. A este lugar llegan las cargas sobre todo de Mombasa y la islas Reunión, ya que su infraestructura no es de la mejor calidad.

### Edificios estatales y otros
- Presidencia de la Isla Autónoma de Ngazidja: Aquí se encuentra el edificio de la presidencia de la isla, ya que Moroni, además de ser capital nacional, es la capital de la isla autónoma (organización territorial del país).

- Oficina de Radio y Televisión de Ngazidja: Uno de los medios más importantes de la ciudad y la isla.

## Personas notables vinculadas a la localidad

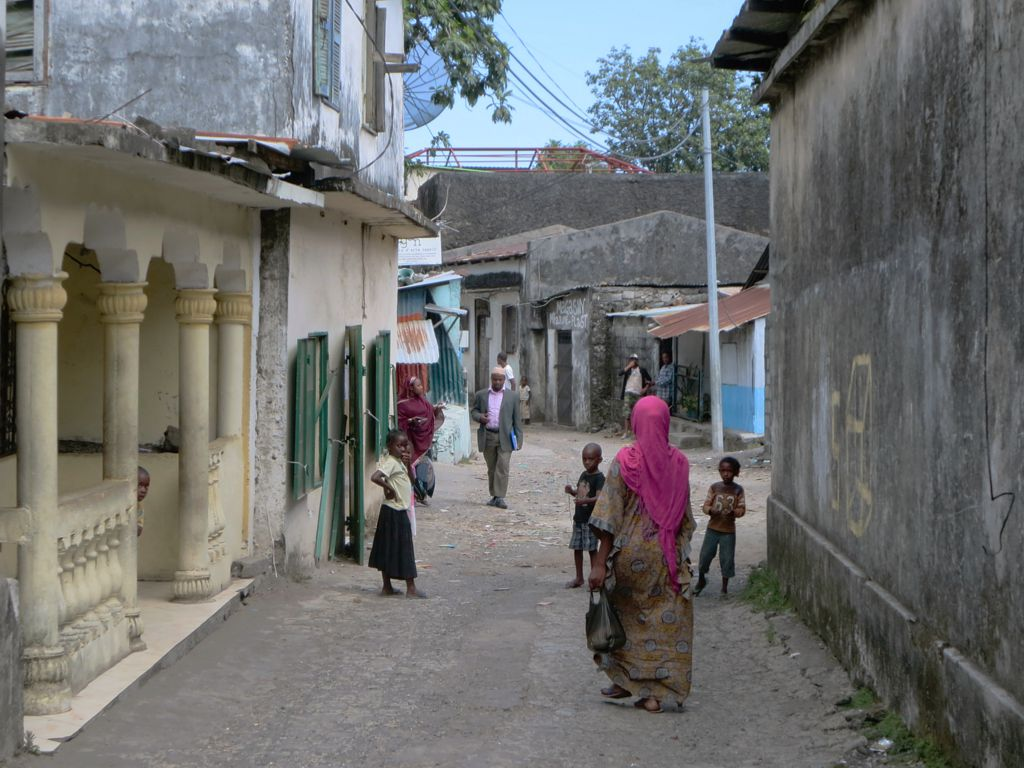
Una calle mostrando la vida local en Moroni, en 2013.

- El artista, poeta y dramaturgo Soeuf Elbadawi nació en Moroni, en 1970. Ha dedicado dos libros, dos espectáculos y una película a la capital comorense.
- El rapero Cheikh Mc nació en Moroni, en 1978.
- La periodista y escritora de cuentos Faïza Soulé Youssouf nació en Moroni, en 1985.
- El cantante Mohamed Amound Abdallah, conocido como "Boule", ganador del concurso Découvertes de Radio France Internationale (RFI) en 1983.
- El artista fotógrafo Ahmed Hassani, conocido como "Medass", diseñador de obras como la ilustración del antiguo billete de 2500 francos comoranos.
- Mohamed El-Amine Souef (nacido en 1962), diplomático, escritor y político.
- El DJ Gabriel Butin, nacido en 1982, ganador del concurso "Jóvenes talentos", autor de "Jeunes des Comores, ne lâchez rien!
- Ali Mroudjae (1939-2019), político.